# Петрович (мультфильм)
«Петрович» — рисованный персонаж Андрея Бильжо, ставший популярным после выхода в свет серии одноимённого анимационного сериала. Впервые транслировался в передаче «Итого» по НТВ в 1999 году, позже — в передаче «Однако» с Михаилом Леонтьевым на «ОРТ», обычно, в конце — до 2002 года. С 2002 по 2003 год выходил в программе «Бесплатный сыр» на канале ТВС, в 2004 году снова на НТВ в программе Александра Герасимова «Личный вклад», с 2005 — в программе «Реальная политика» с Глебом Павловским. Персонаж приобрел популярность и перешагнул рамки сериала. В 2000 году «участвовал» в социальной рекламе: «Однажды Петрович не пошёл на выборы…» (с оригинальной концовкой, например «а его жена сделала свой выбор»). Также выпущена компьютерная игра «Петрович и все, все, все».

## Описание
Каждый сюжет показывает самые смешные и сатирические истории. В них показываются приколы и фразы, которые произносит какой-либо герой. Любые сюжеты красятся в белый, жёлтый, оранжевый, зелёный, голубой и серый. В конце каждого сюжета звучит аранжировка известной музыки.

### Список серий
В начале каждого выпуска показывается заставка, где Петрович подпевает носом на фоне любого цвета, после чего круглое окошко прикрывает и подпись автора Андрей Бильжо Петрович, при этом голос за кадром произносит «Однажды Петрович» и название серий.
- Был в думе 3 части: Сурдоперевод, По понятиям, Осень,
- Обруч
- Рыбалка
- Флот
- Ремонт
- Застолье
- Гости
- Пришёл к другу
- Сантехника
- Футбол 2 части
- Сказка 2 части: Маша и медведь, Красная Шапочка
- Помог другу
- Аграрием
- Главный редактор
- Спал с женой
- Вернулся из отпуска
- По улице
- Новый год

## Создатели
| режиссёры                 | Андрей Бильжо, Гай Ханов                 |
| сценарист                 | Андрей Бильжо                            |
| художники                 | Андрей Бильжо, Л. Белякова, Б. Таловеров |
| художники-мультипликаторы | Б. Таловеров, Л. Белякова                |
| продюсер                  | Гай Ханов                                |
| композитор                | Ю. Кононов                               |
| звукооператоры            | Ю. Кононов                               |

## Фестивали и награды
- 2000 — Открытый Российский Фестиваль анимационного кино в Тарусе : Диплом «Петровичу» как культурному явлению[4].